# Heterochaeta
Heterochaeta (лат.) — род насекомых из семейства Toxoderidae отряда богомоловых. Типовой вид — Heterochaeta tenuipes. Древесные насекомые. Обитают в Центральной Африке.

## Виды
Род включает следующие виды:
- Heterochaeta bernardii Roy, 1973
- Heterochaeta girardi Roy, 1975
- Heterochaeta kumari Roy, 1975
- Heterochaeta lamellosa Roy, 1976
- Heterochaeta occidentalis Beier, 1963
- Heterochaeta orientalis Gerstaecker, 1883
- Heterochaeta pantherina Saussure, 1872
- Heterochaeta reticulata Roy, 1976
- Heterochaeta strachani Kirby, 1904
- Heterochaeta tenuipes Westwood, 1841
- Heterochaeta zavattarii La Greca, 1951